# عبد الباقي اليزدي
عبد الباقي اليزدي (بالفارسية: عبدالباقى يزدى)، كان أحد النبلاء الفارسيين، وهو ثالث شخص يشغل منصب الوكيل (نائب) للدولة الصفوية.

## سيرته
كان عبد الباقي من مواليد يزد، وهو ابن نعيم الدين نعمة الله الثاني، الذي ينحدر من شاه نعمة الله، مؤسس الطريقة النعمتللاهية. في أوائل القرن السادس عشر، خلف عبد الباقي والده كزعيم لطريقة نعمة الله. وفي وقت لاحق من عام 1511، شارك عبد الباقي في احتفال أقيم في معسكر الحاكم الصفوي إسماعيل الأول (حكم من 1501 إلى 1524).
وبعد عام واحد، خدم عبد الباقي تحت قيادة الوكيل نجم الثاني، الذي قُتل بعد بضعة أشهر في خراسان على يد الأوزبك. ثم عين إسماعيل الأول عبد الباقي وكيلاً جديدًا. وشارك عبد الباقي في معركة جالديران عام 1514، حيث هزم الصفويون، وقُتل عبد الباقي نفسه. ثم تم تعيين إيراني آخر، ميرزا شاه حسين، كوكيل جديد بعد أن وجد زوجة الشاه إسماعيل المفضلة، والتي فقدت بعد المعركة.
كان لعبد الباقي ابن اسمه مير عبد الباقي اليزدي (ت. 1564)، الذي تم تعيينه حاكماً على يزد عندما اعتلى طهماسب الأول ابن إسماعيل العرش الصفوي في عام 1524. كما تزوج لاحقًا في عام 1536/5 إحدى شقيقات طهماسب، وأنجبت له ابنة غير معروف اسمها، والتي تزوجت لاحقًا من إسماعيل الثاني.